# Isola di Hatteras
L'isola di Hatteras (in inglese Hatteras Island, storicamente nota come isola di Croatoan) è un'isola barriera situata al largo della costa della Carolina del Nord. Divide l'Oceano Atlantico e il Pamlico Sound. Rientra negli Outer Banks del North Carolina e include le città di Rodanthe, Waves, Salvo, Avon, Buxton, Frisco e Hatteras. È una delle isole più lunghe degli Stati Uniti continentali, con i suoi 68 km in linea retta da un capo all'altro e approssimativamente 80 km seguendone la curvatura.
L'isola è nota per la pesca, il surfing, il windsurfing e il kiteboarding, ed è conosciuta come la capitale mondiale del marlin blu. Secondo un censimento del 2000, l'isola ha una superficie di 85,56 km² e aveva una popolazione di 4001 persone.
Gli Indiani Hatteras sono stati i primi abitanti umani dell'isola che vi stabilirono un insediamento noto come "Croatoan".
I primi coloni inglesi dell'isola di Roanoke, con una certa probabilità, migrarono sull'isola, allora nota come Croatoan.